# Initiative Nationale Stadtentwicklungspolitik
Die  Nationale Stadtentwicklungspolitik ist eine Initiative mehrerer öffentlicher Institutionen der Bundesrepublik Deutschland zu den Zielen und Arbeitsweisen der Stadtentwicklung in Deutschland. Ihr Ziel ist, den Aussagen der Leipzig Charta zur nachhaltigen europäischen Stadt folgend, die Städte und Regionen in Deutschland zu stärken. Zu diesem Zweck werden sechs Handlungsfelder definiert, in denen Förderung und Diskussionen zusammengeführt werden sollen.

## Hintergrund
Die Initiative zur Nationalen Stadtentwicklungspolitik wurde im Sommer 2007 im Anschluss an die Leipzig Charta zur nachhaltigen europäischen Stadt vom Bundesministerium für Verkehr, Bau und Stadtentwicklung gemeinsam mit der Konferenz der für Städtebau, Bau- und Wohnungswesen zuständigen Minister und Senatoren der Länder (ARGEBAU), dem Deutschen Städtetag und dem Deutschen Städte- und Gemeindebund auf den Weg gebracht. Mit der Initiative sollen im Sinne der Leipzig Charta zur nachhaltigen europäischen Stadt die Städte und Regionen in Deutschland gestärkt werden, um die aktuellen ökonomischen, ökologischen und gesellschaftlichen Herausforderungen erfolgreich zu bewältigen und lebenswerte Orte für alle Bevölkerungsgruppen zu bleiben.

## Ziele
Die wesentlichen Ziele der Nationalen Stadtentwicklungspolitik wurden 2007 von einer Expertengruppe erarbeitet und in einem Memorandum veröffentlicht.  Mit der Initiative sollen Instrumente und Programme schneller an neue Herausforderungen angepasst werden, die breite Öffentlichkeit stärker für die Probleme und Chancen der Städte sensibilisiert und neue Partner für die Stadtentwicklung gefunden werden.

## Handlungsfelder
Die Nationale Stadtentwicklungspolitik konzentriert sich auf sechs Handlungsbereiche, in die sich die verschiedenen Verantwortlichen aus Politik, Verwaltung, planenden Berufen, Wirtschaft, Wissenschaft, Zivilgesellschaft einbringen können.
Die Projekte und Aktivitäten der Initiative sind an folgende Schwerpunktthemen ausgerichtet:
- 1. Bürger für ihre Stadt aktivieren – Zivilgesellschaft
- 2. Chancen schaffen und Zusammenhalt bewahren – soziale Stadt
- 3. Innovative Stadt – Motor der wirtschaftlichen Entwicklung
- 4. Die Stadt von morgen bauen – Klimaschutz und globale Verantwortung
- 5. Städte besser gestalten – Baukultur
- 6. Die Zukunft der Stadt ist die Region – Regionalisierung

## Bausteine der Nationalen Stadtentwicklungspolitik

### Gute Praxis
In dem Baustein Gute Praxis soll die Förderung, Gesetzgebung und Forschung im Bereich Stadtentwicklung und Städtebauförderung weiterentwickelt und an die aktuellen Anforderungen und Bedürfnisse der Praxis angepasst werden. Aufgrund der ständig wachsenden und sich wandelnden Herausforderungen für die Stadtentwicklung müssen neue Bedarfslagen in den Städten und Stadtquartieren identifiziert und mit angepassten Programmen darauf reagiert werden. Der Schwerpunkt der Guten Praxis ist die langfristige Perspektive.
Die Gute Praxis ist auf eine breite und intensive Kommunikation mit den am Prozess der Stadtentwicklung Beteiligten ausgerichtet, um eine intensivere Vernetzung zu entwickeln. Sie bildet das „Rückgrat der Stadtentwicklung“.
- Evaluierung und Weiterentwicklung von Förderprogrammen
- Ständiger Austausch mit Ländern und Kommunen
- Durchführung von Regionalkonferenzen zur Städtebauförderung und zur Nationalen Stadtentwicklungspolitik

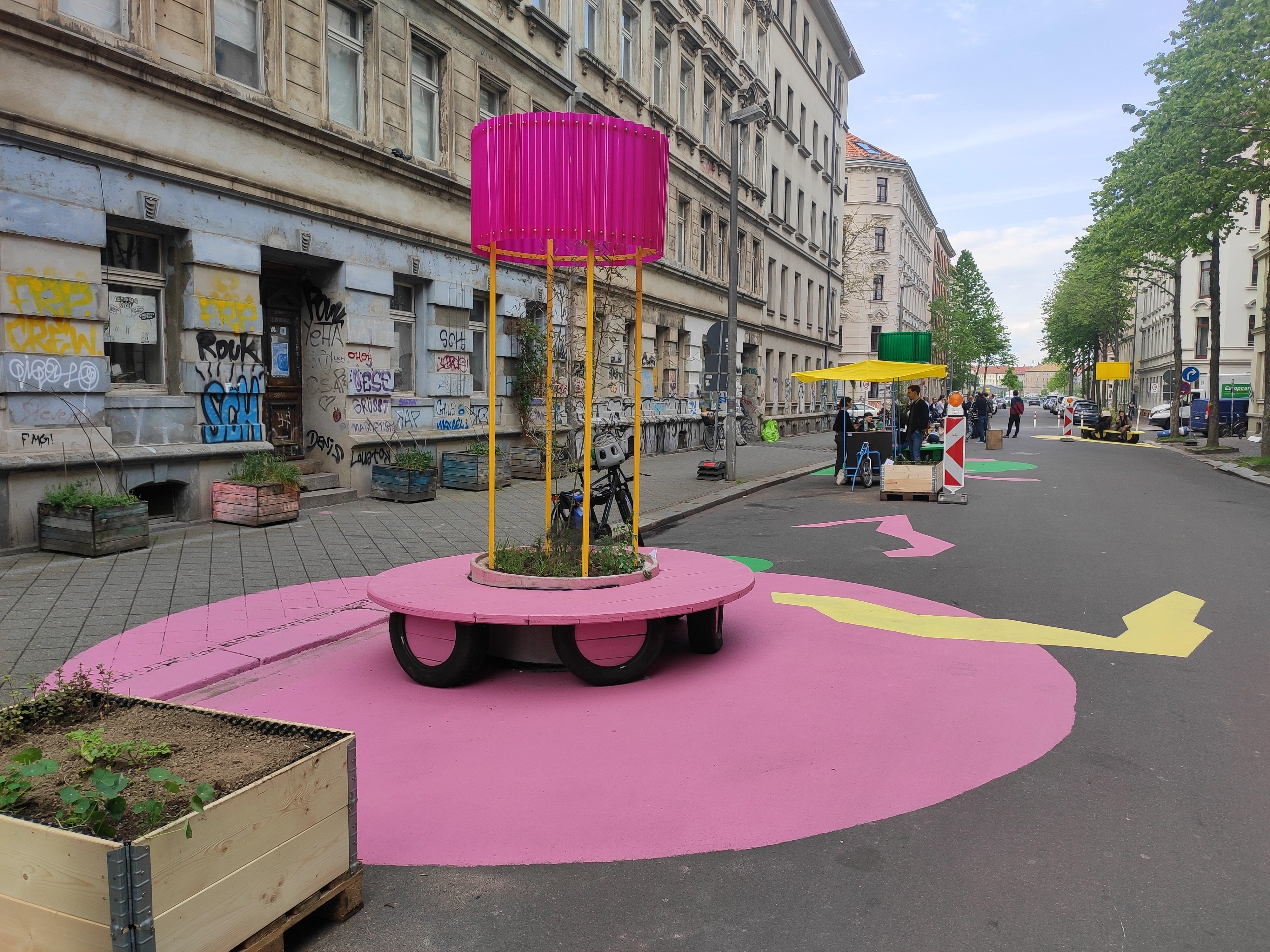
Erprobung eines Superblocks im Rahmen eines Pilotprojekts in Leipzig 2023

### Projektreihe für Stadt und Urbanität
Die Ergänzung zu den Aktivitäten der Guten Praxis bildet die Projektreihe für Stadt und Urbanität. Im Rahmen der Projektreihe wird eine Vielzahl von Projekten gefördert, welche die Merkmale innovativer, beispielgebender und partnerschaftlicher Ansätze erfüllen. Mit der Projektreihe sollen neue Ansätze und Instrumente der Stadtentwicklung werden.
Grundlage für die Projektreihe bilden Aufrufe aus den Jahren 2007, 2008, 2011, 2013 und 2014, bei denen insgesamt rund 1.000 Projekte eingereicht wurden. Seit 2007 wurden über 130 Projekte in Städten und Gemeinden unterschiedlicher Größenordnung gefördert.
- Umsetzung und Betreuung von innovativen Modellvorhaben der Stadtentwicklung
- Organisation des Informations- und Erfahrungsaustausches, Durchführung von Projektkonferenzen
- Unterstützung bei der Übertragung innovativer Ansätze, Identifizierung von Schlüsselprojekten zur Weiterentwicklung der „Guten Praxis“

### Plattform für Stadtentwicklung
In der Nationalen Stadtentwicklungspolitik nimmt der Erfahrungsaustausch eine wichtige Rolle ein. Daher ist die Plattform eine wichtige Säule der Initiative. Die Nationale Stadtentwicklungspolitik bietet die Möglichkeit, die Zukunft der Stadtentwicklung aktiv mitzugestalten. Seit 2007 wurden dazu zahlreiche Akteure zu einem Dialog eingeladen, um den Prozess zu öffnen – beispielsweise Vertreter der Hochschulen, der Stiftungen oder der Wirtschaft.
Im Rahmen der Nationalen Stadtentwicklungspolitik werden neben fachbezogenen Gesprächen jährlich Veranstaltungen durchgeführt, die Möglichkeit zum Erfahrungsaustausch für unterschiedliche Akteure bieten. Neben den Veranstaltungen bieten Publikationen und Berichte über die Projekte weitere Möglichkeiten zum Erfahrungsaustausch.
- Durchführung von Veranstaltungen zum Informations- und Erfahrungsaustausch
- Internetauftritt: www.nationale-stadtentwicklungspolitik.de
- Publikationen

## Weiterführende Informationen